# Знаки почтовой оплаты СССР (1923)
Зна́ки почто́вой опла́ты СССР (1923) — перечень (каталог) знаков почтовой оплаты (почтовых марок), введённых в обращение дирекцией по изданию и экспедированию знаков почтовой оплаты Народного комиссариата почт и телеграфов СССР в 1923 году.
С 19 августа по 1 декабря 1923 года было выпущено 20 почтовых марок, в том числе 8 памятных (коммеморативных) и 12 стандартных первого выпуска (1923—1927), номиналы которого даны в золотом исчислении.

## Список коммеморативных (памятных) марок
Первая серия из четырёх почтовых марок Союза Советских Социалистических Республик в честь Первой Всероссийской сельскохозяйственной и промышленно-кустарной выставки в Москве, представлена миниатюрами, отпечатанными литографским способом на простой белой бумаге, с зубцами и без зубцов. Первые знаки почтовой оплаты с указанием государства СССР продавались на выставке в специальных почтовых отделениях всего месяц: 15 сентября в связи с введением новых почтовых тарифов их продажу прекратили. Выпуск был осуществлён Главным выставочным комитетом, по соглашению с Организацией Уполномоченного по филателии и бонам (особой секцией при Всероссийском комитете содействия сельскому хозяйству ВЦИК) и Наркомпочтелем СССР. Известны также варианты на серовато-кремовой бумаге. Таким образом, первой эмиссией почтовых марок СССР стала «выставочная» серия, выпущенная по распоряжению советского правительства.
Порядок следования элементов в таблице соответствует номеру по каталогу марок СССР (ЦФА), в скобках приведены номера по каталогу «Михель».
| № по каталогу                      | Изображение | Описание и источники | Номинал   | Дата выпуска         | Тираж   | Художник       |
| ---------------------------------- | ----------- | -------------------- | --------- | -------------------- | ------- | -------------- |
| (ЦФА [АО «Марка»] № 91) (Mi #224)  |             | Жнец.                | 1,00 руб. | 19 августа 1923 года | 500 000 | Георгий Пашков |
| (ЦФА [АО «Марка»] № 92) (Mi #225)  |             | Сеятель.             | 2,00 руб. | 19 августа 1923 года | 500 000 | Георгий Пашков |
| (ЦФА [АО «Марка»] № 93) (Mi #226)  |             | Трактор.             | 5,00 руб. | 19 августа 1923 года | 500 000 | Георгий Пашков |
| (ЦФА [АО «Марка»] № 94) (Mi #227)  |             | Общий вид выставки.  | 7,00 руб. | 19 августа 1923 года | 500 000 | Георгий Пашков |
| (ЦФА [АО «Марка»] № 95) (Mi #224A) |             | Жнец.                | 1,00 руб. | 19 августа 1923 года | 100 000 | Георгий Пашков |
| (ЦФА [АО «Марка»] № 96) (Mi #225A) |             | Сеятель.             | 2,00 руб. | 19 августа 1923 года | 200 000 | Георгий Пашков |
| (ЦФА [АО «Марка»] № 97) (Mi #226A) |             | Трактор.             | 5,00 руб. | 19 августа 1923 года | 200 000 | Георгий Пашков |
| (ЦФА [АО «Марка»] № 98) (Mi #227A) |             | Общий вид выставки.  | 7,00 руб. | 19 августа 1923 года | 150 000 | Георгий Пашков |

## Первый выпуск стандартных марок (1923—1927)
11 октября 1923 года первые пять стандартных марок достоинством в 0,01; 0,03; 0,04; 0,06 и 0,1 руб. были отпечатаны литографским способом на простой белой бумаге без водяного знака и без зубцов, поступили в обращение. Рисунок на почтовых марках первого стандартного выпуска СССР повторял изображения на марках четвёртого стандартного выпуска РСФСР 1922—1923 года. Отличительная особенность почтовых марок «золотого» стандарта: их продавали на почте по номиналу, установленному котировальной комиссией Московской товарной биржи в соответствии с курсом дня золотого рубля. Так как пересчёт почтовых тарифов в денежные знаки 1923 года производился по курсу червонца, то соответственно ежедневно менялись и почтовые тарифы, выраженные в совзнаках.
Типографский выпуск первых стандартных почтовых марок без зубцов, вышедших в обращение в декабре 1923 года, по мнению специалистов считается самым сложным в «золотом» стандарте. Филателисты различают несколько самостоятельных выпусков марок первого стандарта, вводимых в обращение на протяжении трёх лет с 1923 по 1925 год. По этой причине до сих пор не представляется возможным точно установить дату эмиссии марок многих номиналов.
Порядок следования элементов в таблице соответствует номеру по каталогу марок СССР (ЦФА), в скобках приведены номера по каталогу «Михель».
| № по каталогу                         | Изображение | Описание и источники | Номинал   | Дата выпуска         | Тираж    | Художник                                                                |
| ------------------------------------- | ----------- | -------------------- | --------- | -------------------- | -------- | ----------------------------------------------------------------------- |
| (ЦФА [АО «Марка»] № 99) (Mi #228 I)   |             | Рабочий              | 0,01 руб. | 11 октября 1923 года | массовый | скульптор Иван Шадр оформление Дмитрий Голядкин гравёр Алексей Троицкий |
| (ЦФА [АО «Марка»] № 100) (Mi #229 I)  |             | Крестьянин           | 0,02 руб. | 15 ноября 1923 года  | массовый | скульптор Иван Шадр оформление Дмитрий Голядкин гравёр Алексей Троицкий |
| (ЦФА [АО «Марка»] № 101) (Mi #230 I)  |             | Красноармеец         | 0,03 руб. | 11 октября 1923 года | массовый | скульптор Иван Шадр оформление Дмитрий Голядкин гравёр Алексей Троицкий |
| (ЦФА [АО «Марка»] № 102) (Mi #231 I)  |             | Рабочий              | 0,04 руб. | 11 октября 1923 года | массовый | скульптор Иван Шадр оформление Дмитрий Голядкин гравёр Алексей Троицкий |
| (ЦФА [АО «Марка»] № 103) (Mi #232 I)  |             | Рабочий              | 0,05 руб. | 15 ноября 1923 года  | массовый | скульптор Иван Шадр оформление Дмитрий Голядкин гравёр Алексей Троицкий |
| (ЦФА [АО «Марка»] № 104) (Mi #233 I)  |             | Крестьянин           | 0,06 руб. | 11 октября 1923 года | массовый | скульптор Иван Шадр оформление Дмитрий Голядкин гравёр Алексей Троицкий |
| (ЦФА [АО «Марка»] № 105) (Mi #234 I)  |             | Красноармеец         | 0,10 руб. | 11 октября 1923 года | массовый | скульптор Иван Шадр оформление Дмитрий Голядкин гравёр Алексей Троицкий |
| (ЦФА [АО «Марка»] № 106) (Mi #235 I)  |             | Рабочий              | 0,20 руб. | 10 декабря 1923 года | массовый | скульптор Иван Шадр оформление Дмитрий Голядкин гравёр Алексей Троицкий |
| (ЦФА [АО «Марка»] № 107) (Mi #236 I)  |             | Крестьянин           | 0,50 руб. | 24 ноября 1923 года  | массовый | скульптор Иван Шадр оформление Дмитрий Голядкин гравёр Алексей Троицкий |
| (ЦФА [АО «Марка»] № 110) (Mi #230 II) |             | Красноармеец         | 0,03 руб. | декабрь 1923 года    | массовый | скульптор Иван Шадр оформление Дмитрий Голядкин гравёр Алексей Троицкий |
| (ЦФА [АО «Марка»] № 111) (Mi #231 II) |             | Рабочий              | 0,04 руб. | декабрь 1923 года    | массовый | скульптор Иван Шадр оформление Дмитрий Голядкин гравёр Алексей Троицкий |
| (ЦФА [АО «Марка»] № 116) (Mi #234 II) |             | Красноармеец         | 0,10 руб. | декабрь 1923 года    | массовый | скульптор Иван Шадр оформление Дмитрий Голядкин гравёр Алексей Троицкий |

## Авиапочтовые марки
Кроме того, с 1 августа 1923 года выпускались первые авиапочтовые марки СССР четырёх номиналов в золотой валюте, размером 21×25,5 мм на марочных листах (5х5 экземпляров на каждом листе). Первые авиапочтовые марки СССР были подготовлены к октябрю 1923 года, однако в связи с наступлением осени и прекращением полётов до весны такие знаки почтовой оплаты в обращение не поступили. Весной 1924 года из-за изменения курса валюты и вместе с ней почтовых тарифов, на марках выпуска 1923 года была произведена типографская надпечатка чёрного цвета нового номинала (5; 10; 15; 20 копеек золотом). Серия вышла в обращение только в мае 1924 года и использовалась для оплаты почтовых отправлений, пересылаемых авиапочтой.
Порядок следования элементов в таблице соответствует номеру по каталогу марок СССР (ЦФА), в скобках приведены номера по каталогу «Михель».
| № по каталогу                         | Изображение | Описание и источники | Номинал    | Дата выпуска        | Тираж  | Художник       |
| ------------------------------------- | ----------- | -------------------- | ---------- | ------------------- | ------ | -------------- |
| (ЦФА [АО «Марка»] № 203А) (Mi #XVI)   |             | Летящий моноплан.    | 3,00 руб.  | 1 августа 1923 года | 50 000 | Рихард Зариньш |
| (ЦФА [АО «Марка»] № 204А) (Mi #XVII)  |             | Летящий моноплан.    | 5,00 руб.  | 1 августа 1923 года | 50 000 | Рихард Зариньш |
| (ЦФА [АО «Марка»] № 205А) (Mi #XV)    |             | Летящий моноплан.    | 1,00 руб.  | 1 августа 1923 года | 50 000 | Рихард Зариньш |
| (ЦФА [АО «Марка»] № 206А) (Mi #XVIII) |             | Летящий моноплан.    | 10,00 руб. | 1 августа 1923 года | 50 000 | Рихард Зариньш |

## Комментарии
1. ↑  Коммеморативные марки — обобщённое название специальных художественных (памятных, юбилейных и других) почтовых марок. Для упрощения терминологии в случаях, когда требуется лишь подчеркнуть, что данная марка не является общеупотребляемой (то есть стандартной), под термином «коммеморативная марка» подразумевают, кроме перечисленных выше, также тематические (рисунки которых, посвящены определённой теме коллекционирования) марки. Также все упомянутые марки, объединённые термином «коммеморативная», имеют общую черту: как правило, такие марки изготовляются на высоком полиграфическом уровне[4].
2. ↑  Ниже приведён перечень памятных художественных марок (с возможностью сортировки по номиналу, тиражу и дате введения в обращение).
3. ↑  Тёмно-коричневая на светло-коричневом фоне, без зубцов[2].
4. ↑  Тёмно-зелёная на светло-зелёном фоне, без зубцов[2].
5. ↑  Синяя на голубом фоне, без зубцов[2].
6. ↑  Карминовая на розовом фоне, без зубцов[2].
7. ↑  Тёмно-коричневая с палевым фоном, перфорирована:  (ЦФА [АО «Марка»] № 95) — линейная зубцовка 12½ (на каждые 2 сантиметра края марки приходится 12½ зубцов) и  (ЦФА [АО «Марка»] № 95А) — линейная зубцовка 13½ (на каждые 2 сантиметра края марки приходится 13½ зубцов)[2].
8. ↑  Тёмно-зелёная на светло-зелёном фоне, перфорирована:  (ЦФА [АО «Марка»] № 96) — линейная зубцовка 12½ (на каждые 2 сантиметра края марки приходится 12½ зубцов) и  (ЦФА [АО «Марка»] № 96А) — линейная зубцовка 13½ (на каждые 2 сантиметра края марки приходится 13½ зубцов)[2].
9. ↑  Синяя на голубом фоне, перфорирована:  (ЦФА [АО «Марка»] № 97) — линейная зубцовка 12½ (на каждые 2 сантиметра края марки приходится 12½ зубцов) и  (ЦФА [АО «Марка»] № 97А) — линейная зубцовка 13½ (на каждые 2 сантиметра края марки приходится 13½ зубцов)[2].
10. ↑  Карминовая на розовом фоне, перфорирована:  (ЦФА [АО «Марка»] № 98) — линейная зубцовка 12½ (на каждые 2 сантиметра края марки приходится 12½ зубцов) и  (ЦФА [АО «Марка»] № 98А) — линейная зубцовка 13½ (на каждые 2 сантиметра края марки приходится 13½ зубцов)[2].
11. ↑  Ниже приведён перечень стандартных марок (с возможностью сортировки по номиналу, тиражу и дате введения в обращение).
12. ↑  Оранжевая. Литография на простой белой бумаге без водяного знака и  без зубцов. Марочные листы по 100 (10×10), группы по 4 блока (5×5) марок, разделённых дорожками[2][5][11].
13. ↑  Зелёная. Литография на простой белой бумаге без водяного знака и без зубцов. Марочные листы по 100 (10×10), группы по 4 блока (5×5) марок, разделённых дорожками[2][5][11].
14. ↑  Кирпично-красная. Литография на простой белой бумаге без водяного знака и без зубцов. Марочные листы по 100 (10×10), группы по 4 блока (5×5) марок, разделённых дорожками[2][5][11].
15. ↑  Карминовая. Литография на простой белой бумаге без водяного знака и без зубцов. Марочные листы по 100 (10×10), группы по 4 блока (5×5) марок, разделённых дорожками[2][5][11].
16. ↑  Лиловая. Литография на простой белой бумаге без водяного знака и без зубцов. Марочные листы по 100 (10×10), группы по 4 блока (5×5) марок, разделённых дорожками[2][5][11].
17. ↑  Голубая. Литография на простой белой бумаге без водяного знака и без зубцов. Марочные листы по 100 (10×10), группы по 4 блока (5×5) марок, разделённых дорожками[2][5][11].
18. ↑  Тёмно-синяя. Литография на простой белой бумаге без водяного знака и без зубцов. Марочные листы по 100 (10×10), группы по 4 блока (5×5) марок, разделённых дорожками[2][5][11].
19. ↑  Зелёная. Литография на простой белой бумаге без водяного знака и без зубцов. Марочные листы по 100 (10×10), группы по 4 блока (5×5) марок, разделённых дорожками[2][5][11].
20. ↑  Коричневая. Литография на простой белой бумаге без водяного знака и без зубцов. Марочные листы по 100 (10×10), группы по 4 блока (5×5) марок, разделённых дорожками[2][5][11].
21. ↑  Кирпично-красная. Печать типографская на бумаге без водяного знака и без зубцов. Марочные листы по 100 (10×10), группы по 4 блока (5×5) марок, разделённых дорожками[2][5][11].
22. ↑  Карминовая. Печать типографская на бумаге без водяного знака и без зубцов. Марочные листы по 100 (10×10), группы по 4 блока (5×5) марок, разделённых дорожками[2][5][11].
23. ↑  Тёмно-синяя. Печать типографская на бумаге без водяного знака и без зубцов. Марочные листы по 100 (10×10), группы по 4 блока (5×5) марок, разделённых дорожками[2][5][11].
24. ↑  Ниже приведён перечень авиапочтовых марок (с возможностью сортировки по номиналу).
25. ↑  Fokker F III, синий, без зубцов, без надпечатки нового номинала, в обращение не поступали[12][15].
26. ↑  Fokker E.III, зелёный, без зубцов, без надпечатки нового номинала, в обращение не поступали[12][15].
27. ↑  Fokker F III, коричневый, без зубцов, без надпечатки нового номинала, в обращение не поступали[12][15].
28. ↑  Fokker E.III, красный, без зубцов, без надпечатки нового номинала, в обращение не поступали[12][15].